# Timor oriental aux Jeux olympiques d'hiver de 2022
Le Timor oriental participe aux Jeux olympiques d'hiver de 2022 à Pékin en Chine du 9 au 20 février 2022. Il s'agit de sa troisième participation à des Jeux d'hiver avec toujours le même seul skieur qui avait participé à la compétition de slalom lors des épreuves de 2014 et 2018. 

## Résultats en ski alpin
Yohan Goutt Goncalves parvient à décrocher un quota sur le slalom et le slalom géant même s'il est classé au delà de la 3000e place en ayant participé à  trois compétitions mineures
| Athlète               | Épreuve      | 1re manche    | 1re manche | 2e manche    | 2e manche | Total         | Total   |
| Athlète               | Épreuve      | Temps         | Rang       | Temps        | Rang      | Temps         | Rang    |
| --------------------- | ------------ | ------------- | ---------- | ------------ | --------- | ------------- | ------- |
| Yohan Goutt Goncalves | Slalom       | 1 min 15 s 48 | 52e        | 1 min 9 s 19 | 45e       | 2 min 24 s 67 | 45e     |
| Yohan Goutt Goncalves | Slalom géant | 1 min 21 s 52 | 52e        | Abandon      | Abandon   | Éliminé       | Éliminé |